# 댄 킴볼

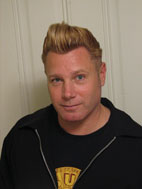
댄 킴볼

댄 킴볼(Dan Kimball)은 콜로라도 주립대학, 멀노우머 신학교, 웨스턴 신학교를 졸업한 후 현재 조지 폭스 복음주의 신학교 교수로 재직하고 있으며 동시에 같은 대학에서 목회학 박사과정을 이수하고 있다.
저자는 기독교 문화가 지배하는 시대에 태어나지 않은 신세대들에게 복음을 효과적으로 전하기 위해 캘리포니아 산타크루즈에 소재한 '빈티지 믿음교회'를 세워 섬기고 있다.
미주 전역을 순회 강연하면서 기독교 전통의 장점은 고수하면서도 예배에서 창조적이고 예술적인 방법도 사용해야 함을 주장하고 있다.
릭 워렌이 댄 킴볼(Dan Kimball)이 쓴 『시대를 리드하는 교회』(The emerging church)의 서문을 써 주고 이 책을 지지하였다.